# Psapharochrus nigrovittatus
Psapharochrus nigrovittatus là một loài bọ cánh cứng trong họ Cerambycidae.